# Harpellomyces
Harpellomyces — рід грибів родини Harpellaceae. Назва вперше опублікована 1984 року.
Поширений рід, що містить три види, які ростуть у комахах Diptera.